# مردی به نام اسب (فیلم)
مردی به نام اسب (به انگلیسی: A Man Called Horse) فیلمی محصول سال ۱۹۷۰ و به کارگردانی الیوت سیلورستاین است. در این فیلم بازیگرانی همچون ریچارد هریس، جودیت اندرسون، جین گاسکون، مانو توپو، کرینا تسپی، داب تیلور، جیمز گامون، ویلیام جردن، آیرن آیز کودی ایفای نقش کرده‌اند.